# دارين فاريس
دارين فاريس (بالإنجليزية: Darren Farris)‏ هو مغني ومغن مؤلف أمريكي، ولد في 2 أغسطس 1972.

## وصلات خارجية
- الموقع الرسمي